# Anders Zorn
Anders Leonard Zorn (Mora, 18 febbraio 1860 – Mora, 22 agosto 1920) è stato un pittore svedese.

## Biografia
L'artista dal 1875 al 1881 studiò alla Reale Accademia delle Belle Arti di Stoccolma, soggiornando successivamente in Spagna, Inghilterra, lavorando esclusivamente con la tecnica dell'acquerello e dipingendo ritratti, paesaggi e scene di genere. Di questo periodo sono Sul Bosforo (1886: Mora, Museo Z), Clapotis (1887: Copenaghen).
Negli anni 1888-96 si stabilì a Parigi dove affrontò la pittura a olio, realizzando scene di genere e ritratti: Effetto notturno (1895: Göteborg), Ritratto di Coquelin minore (1889: collezione privata).
Tornato a Mora nel 1896, l'artista si indirizzò verso un tipo di pittura decorativa fatta di forti contrasti. (Danza della notte di san Giovanni, 1897: Stoccolma). L'artista lasciò le sue collezioni e le sue opere alla sua città natale, dove gli è stato dedicato un museo.
È del 1994 un film sulla vita dell'artista, Zorn, diretto da Gunnar Hellström.